# 裘小龙
裘小龙（威妥玛拼音：Ch'iu Hsiao-lung1953年—），生于上海，美籍华裔小说家，诗人，翻译家，学者。

## 生平
1953年生于上海，裘小龙上小学时正值文化大革命开始，其父因经营香水生意被打成右派遭到批斗，后自学英语，作为“ 77级”大学生，在华东师范大学读了半年本科，便考入中国社会科学院外国文学研究所，师从卞之琳，研究英美文学。1988年，为写作艾略特的专著，裘小龙获福特基金会奖学金资助来到艾略特的故乡圣路易斯收集资料。1989年六四事件后，裘小龙决定携妻移居美国，入读圣路易斯市华盛顿大学。当时有报道称，他因替学运筹款而被迫流亡美国，以免遭到中共当局的迫害。1996年，获比较文学博士学位后一直留校任教至今。
80年代裘小龙曾以中文创作诗歌、撰写评论及从事翻译。2000年发表处女作长篇英文推理小说《红英之死》（Death of a Red Heroine），相继入围由美国推理作家协会创办的爱伦·坡推理小说大奖和白芮推理小说奖，翌年荣获安东尼处女小说佳作奖（the Anthony Award for best first novel）。之后陆续推出以刑侦队长陈操探案为题材的系列小说，其作品已在法国、德国、意大利、瑞典、丹麦、挪威、中国、日本等国翻译出版。但中译本的真实地名均遭变更，如上海市更名为H市，涉及政治的用词及内容亦被删减。

## 主要作品
- 《现代主义的缪斯》 上海文艺出版社 1989年6月 ISBN 978-7532103003
- Death of a Red Heroine (2000年) 长篇小说《红英之死》 Soho Press,Inc. 2003年7月1日 ISBN 978-1569472422 俞雷译 上海文艺出版社 2003年6月 ISBN 978-7532125470
- A Loyal Character Dancer (2002年) 长篇小说《外滩花园》 Soho Press,Inc. 2003年9月1日 ISBN 978-1569473412 匡咏梅译 上海文艺出版社 2005年2月1日 ISBN 978-7532127986
- Lines Around China (2003年) 英文诗集 Neshui Press 2008年 ISBN 978-1440453724
- When Red Is Black (2004年) 长篇小说《石库门骊歌》 Soho Press,Inc. 2005年8月1日 ISBN 978-1569473962 叶旭军译 上海文艺出版社 2005年2月1日 ISBN 978-7532127979
- A Case of Two Cities (2006年) 长篇小说《双城案》 Minotaur Books 2007年10月2日 ISBN 978-0312374662
- Red Mandarin Dress (2007年) 《红旗袍》 Minotaur Books 2009年2月3日 ISBN 978-0312539696
- Cité de la Poussière rouge (2007年) Liana Levi ISBN 978-2867464935 （Years of Red Dust法译本，仅在法国出版） 胡承伟译 香港中文大学出版社 2008年11月 ISBN 978-9629964115
- The Mao Case (2009年2月2日) Minotaur Books 2010年3月2日 ISBN 978-0312601232
- Les courants fourbes du lac Tai (2009年) Liana Levi 2010年5月7日 ISBN 978-2-86746-545-1（仅在法国出版）
- Years of Red Dust 《红尘岁月》 St. Martin's Press 2010年9月28日 ISBN 978-0312628093
- Don't Cry Tai Lake Minotaur Books 2011年8月30日 ISBN 978-0312550646

### 译作
- 《丽达与天鹅》 漓江出版社 1987年 ISBN 978-7540700027
- 《抒情诗人叶芝诗选》 四川文艺出版社 1992年1月 ISBN 978-7541107948
- 《康拉德 海洋小说》 薛诗绮、袁家骅、裘小龙合译 上海文艺出版社 1995年 ISBN 978-7532113682
- 《四个四重奏》 沈阳出版社 1999年9月1日 ISBN 978-7544111386
- Treasury of Chinese Love Poems （《中国古典爱情诗选》） Hippocrene Books, Inc. 2003年3月 ISBN 978-0781809689
- 《中国古典爱情诗词选》 上海社会科学院出版社 2003年8月1日 ISBN 978-7806812198
- 100 Poems from Tang and Song Dynasties （《唐诗宋词100首》） Better Link Press 2006年9月15日 ISBN 978-1602201019
- Evoking Tang: An Anthology of Classical Chinese Poetry Penultimate Press, Inc. 2007年7月2日 ISBN 978-0976067511